# Nadia Comăneci
Nadia Comăneci (prononciation roumaine [ˈnadi.a koməˈnet͡ʃʲ], mais généralement prononcé [na.dja kɔ.ma.nɛ.tʃi] en français) est une gymnaste roumaine et américaine, née à Onești le 12 novembre 1961.
Elle est considérée comme l'une des meilleures gymnastes de tous les temps et sa renommée a contribué à populariser ce sport,. Si elle n'est pas la première à obtenir la note parfaite de 10 dans l'histoire de son sport dans toutes les disciplines de gymnastique, elle l'est dans le cadre d'une compétition olympique. Elle réalise cette performance, très médiatisée, à Montréal en 1976 à l'âge de quatorze ans et huit mois.
Ses rapports avec l'État roumain dirigé alors par Nicolae Ceaușescu — qui, dans un premier temps, a fait d’elle une icône du régime — se dégradent peu à peu et, huit ans après la fin de sa carrière, elle quitte illégalement le pays et s'installe aux États-Unis. Naturalisée en 2001, elle possède les nationalités roumaine et américaine (mais n'a jamais représenté les États-Unis en compétition).

## Biographie
Nadia Comăneci est née à Onești, en Roumanie le 12 novembre 1961. Ses parents sont Gheorghe et Stefania-Alexandrina Comăneci, respectivement ouvrier mécanicien et employée de bureau,. 
Son prénom, choisi par sa mère enceinte, lui a été donné d'après un film russe dont l'héroïne se prénomme Nadia (diminutif de Nadiejda qui se traduit par « Espoir »). Nadia a un frère, prénommé Adrian.

### Ses débuts en gymnastique
Nadia Comăneci débute en gymnastique à l'école maternelle avec une équipe locale appelée Flame dont les entraîneurs sont Duncan et Munteanu,.
À l'âge de six ans, elle est repérée par Béla Károlyi pour devenir une des premières élèves de l'école de gymnastique basée à Onesti, dirigée par le couple Karolyi et financée par le gouvernement roumain. Comme Nadia Comăneci, Béla et son épouse Márta quitteront le pays en 1981 pour rejoindre les États-Unis et entraîner plusieurs champions américains.
Endurante et volontaire, elle préfère ses quatre heures d'entraînement quotidiennes aux quatre heures de cours scolaire. Elle obtient une treizième place lors de ses premiers championnats junior de Roumanie, en 1969. Elle remporte l'année suivante ce championnat national, devenant à cette occasion la plus jeune championne de cette compétition. 
En 1971, elle participe à sa première compétition internationale, dans un tournoi où s'affrontent la Roumanie et la Yougoslavie ; elle y remporte tous les titres juniors et contribue à la victoire de son équipe. Les quatre années suivantes, elle poursuit ses performances, remportant plusieurs championnats nationaux juniors ainsi que des tournois internationaux en Hongrie, en Pologne et en Italie, sur le modèle d'un duel comme celui contre la Yougoslavie. Également, en 1973, à onze ans, elle s'impose dans l'une des compétitions phares de gymnastique pour les juniors : le Junior Friendship Tournament,.
À l'âge de treize ans, Comăneci passe senior et remporte son premier titre majeur avec un succès lors des championnats d'Europe de gymnastique 1975 disputés à Skien, en Norvège, où elle s'impose au général et sur tous les agrès à une exception, le sol, pour lequel elle termine deuxième. Elle continue sur la même lancée cette même année, en gagnant d'autres tournois. À l'épreuve pré-olympique, elle remporte le concours général mais est devancée au saut de cheval, au sol et aux barres asymétriques par la Soviétique Nellie Kim, qui sera l'une de ses plus sérieuses rivales pour les années suivantes. Ses performances de l'année 1975 lui valent une reconnaissance internationale comme le montre son titre de Meilleure athlète de l'année 1975 par l'United Press International.
En mars 1976, elle prend part à la première édition de l'American Cup au Madison Square Garden à New York. Elle y reçoit la note maximale de 10 à son enchaînement au saut de cheval, de même qu'aux exercices au sol, et gagne le concours au général,. Cette année-là, elle reçoit à d'autres occasions cette note maximale, comme à la Chunichi Cup au Japon où elle obtient deux notes maximales 10 au saut de cheval et aux barres asymétriques.

### Jeux olympiques de Montréal

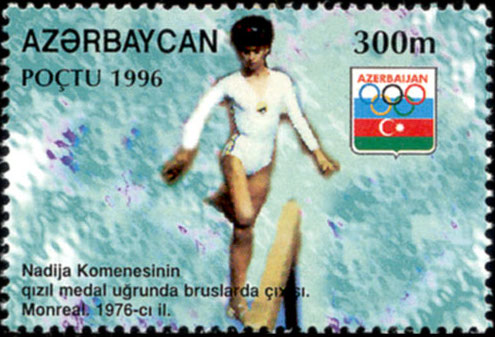
Timbre-poste azerbaïdjanais représentant Nadia Comăneci aux JO de Montréal.

À quatorze ans et huit mois, Nadia Comăneci devient l'une des étoiles des Jeux olympiques d'été de 1976 à Montréal, au Canada. Elle parvient en effet, grâce à son enchaînement aux barres asymétriques, à obtenir la note maximale de 10. Elle est souvent présentée, à tort, comme la première gymnaste de tous les temps à obtenir cette note parfaite, alors que la Tchécoslovaque Věra Čáslavská l'avait déjà obtenue en 1967, mais Nadia Comăneci est la première à réaliser cette performance aux Jeux olympiques. Cette performance reste toutefois rare, au point que les tableaux d’affichage des notes indiquent « 1.00 » au lieu de « 10.0 ». Au cours de ces Jeux, elle obtient cette note à sept reprises ; elle remporte la médaille d'or en gymnastique au concours général, aux barres asymétriques et à la poutre, la médaille d'argent au classement par équipes, et enfin la médaille de bronze aux exercices au sol, montant ainsi sur cinq des six podiums possibles.
Elle est la première gymnaste de Roumanie à remporter le titre au classement général des JO, ainsi que la plus jeune gymnaste à remporter ce titre, record impossible à battre selon les règlements actuels : alors qu'il était encore possible en 1976 de se présenter aux JO à partir de l'âge de quatorze ans, il est aujourd'hui obligatoire d'avoir seize ans dans l'année.
Carol Anne Letheren, juge des épreuves de gymnastique aux JO de 1976, déclare, en 2012, que Nadia Comăneci a obligé les juges à revoir leur système de notation. Enchaînant deux ou trois figures sans temps mort, alors que les autres n'en produisaient qu'une, si une gymnaste obtenait 9.60, Nadia aurait dû obtenir 11 ou 12 ! Lors de ces Jeux, son arrivée déclenchait l'enthousiasme des gymnastes, des entraîneurs, des officiels et même des juges.
Elle attire de nombreux médias vers sa discipline après cet exploit. La chaîne américaine ABC associe sa performance avec le thème musical de la série de télévision, Les Feux de l'amour, dont le single figure parmi les dix meilleures ventes de l’automne 1976 et est renommé (en hommage) Nadia's Theme de Barry De Vorzon et Perry Botkin Jr. . Pourtant, Comăneci n'a jamais fait de performance sur cette musique ; la musique de sa performance aux exercices au sol est alors un mix de Yes Sir, That's My Baby et Jump in the Line, arrangés au piano.
Elle reçoit cette année-là diverses récompenses : Meilleure athlète de l'année pour l'Associated Press et United Press International, et, de retour en Roumanie, le titre de Héros du travail socialiste, devenant la plus jeune Roumaine à posséder cette reconnaissance durant le règne de Nicolae Ceaușescu.

### Les années après les JO de Montréal
Elle conserve son titre de championne d'Europe au concours général en 1977 mais une décision du chef de l'Etat roumain, Nicolae Ceausescu, ordonne aux gymnastes de revenir au pays avant la fin de la compétition en raison de controverses sur les notes,.
Après ces championnats d'Europe, la Fédération roumaine de gymnastique décide que Nadia Comăneci doit quitter ses entraîneurs, les Karolyi, pour s'installer à Bucarest au complexe sportif le 23 août. Ce changement de lieu d'entraînement et le divorce de ses parents ne mettent pas Comăneci dans de bonnes conditions pour réitérer ses performances en raison du stress occasionné et de son mal-être à cette période,. En raison d'une chute aux barres asymétriques, elle ne termine que quatrième du concours général, derrière Elena Mukhina, Nellie Kim et Natalia Chapochnikova, mais remporte l'unique titre individuel de sa carrière aux championnats du monde à la poutre.
Après ces championnats du monde, Comăneci est finalement autorisée à retourner s'entraîner avec les Karolyi. En 1979, elle remporte son troisième titre consécutif au concours général aux championnats d'Europe, devenant la première gymnaste à réaliser cette performance, hommes et femmes confondus. Aux championnats du monde de la même année, elle subit avec son équipe une intoxication alimentaire et est hospitalisée. Contre l'avis médical, elle prend part à la compétition et remporte le titre à la poutre avec une note de 9,95, permettant à l'équipe de Roumanie de remporter la médaille d'or. Après cet événement, elle retourne plusieurs jours à l'hôpital se faire soigner et subit une intervention chirurgicale en raison d'une infection à la main où un abcès s'est développé,,.
En 1980, Nadia Comăneci participe à ses deuxièmes Jeux olympiques qui se déroulent à Moscou. Elle obtient la médaille d'argent au concours général derrière Yelena Davydova. Cependant elle conserve son titre olympique à la poutre et partage la médaille d'or avec Nellie Kim aux exercices au sol.
En 1981, elle décide de prendre sa retraite sportive. La cérémonie officielle de sa retraite se déroule à Bucarest en 1984 et elle devient cette année-là membre du Comité international olympique.

### Période post-retraite
À partir de 1981, Nadia Comăneci prend part à des exhibitions de gymnastique aux États-Unis. Ses entraîneurs, les Karolyi, en profitent pour s'y installer et ne plus revenir en Roumanie.
Le jour de son vingtième anniversaire, elle est en Belgique et y effectue une exhibition au palais des sports d'Anvers. À son retour au pays, toutes les actions de Comăneci sont surveillées, d'autant plus que Nicu Ceaușescu (1951 - 1996), le fils benjamin du dictateur et héritier présomptif du régime, entretient une relation avec elle[source insuffisante].
Elle essaie également de fuir au cours des Jeux olympiques d'été de 1984 à Los Angeles mais elle est surveillée attentivement tout au long du voyage. Par la suite, après quelques visites à Cuba et à Moscou, elle est interdite de sortie du territoire roumain.
Entre 1984 et 1989, elle travaille à la fédération roumaine de gymnastique et entraîne les gymnastes juniors. Elle vit alors avec sa mère qui a trouvé un emploi de caissière.
Le 26 novembre 1989, soit un mois avant la révolution roumaine, elle fuit son pays grâce à Constantin Panit, charpentier roumain exilé aux États-Unis qui agirait par amour. Elle passe clandestinement la frontière hongroise, à pied, arrive en Autriche puis rejoint les États-Unis,,.
Son héros, Constantin Panit, qu'elle a rencontré quatre ans auparavant et qu'elle envisage d'épouser, se révèle être un homme marié et un aigrefin qui profite de la notoriété de l'athlète pour la monnayer. Le gymnaste américain, champion olympique, Bart Conner, qu'elle a rencontré au cours des Jeux de 1976, la soustrait à son imprésario véreux, la cache à Montréal puis l'invite à s'installer avec lui dans l'Oklahoma, après la disparition de Constantin Panit qui a emporté avec lui 150 000 $ de contrats. Ils se fiancent en 1994 et, lors de son premier voyage en Roumanie depuis son exil, se marient le 27 avril 1996 à Bucarest où la réception a lieu dans l'actuel palais présidentiel,.
Le 29 juin 2001, elle devient citoyenne des États-Unis, sans renoncer à sa nationalité d'origine.
En décembre 2003, elle publie une autobiographie, Letters to a Young Gymnast, où elle répond aux différentes questions que ses supporters lui ont posées. Elle est également le sujet de nombreuses biographies et de documentaires télévisés ainsi que d'un film, Nadia.

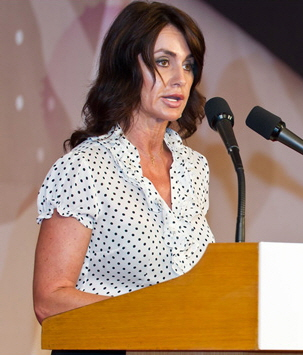
Nadia Comăneci en 2010.

Nadia Comăneci est active dans différentes organisations de charité. En 1999, elle est la première athlète invitée à s'exprimer aux Nations unies. Elle met en place une clinique à Bucarest pour permettre aux enfants d'être soignés gratuitement. La Roumanie lui attribue en 2003 le rôle de consul général honoraire aux États-Unis chargé des relations bilatérales.
Dans le monde de la gymnastique, elle occupe le titre de présidente honoraire de la fédération roumaine de gymnastique, présidente honoraire du comité olympique roumain, ambassadrice des sports de Roumanie et membre de la fédération internationale de gymnastique. Elle est également invitée en tant que consultante sportive à la télévision.
À 44 ans, le 3 juin 2006, elle donne naissance à son unique enfant, Dylan-Paul, fruit de son union avec son époux.
En 2007, elle participe à la première saison de l'émission The Celebrity Apprentice, animée par Donald Trump. L'émission est diffusée début 2008 à la télévision. 
En 2012, elle ouvre à Bucarest un centre sportif, appelé MiniMe, destiné aux enfants de trois à sept ans.
En 2024, elle participe à la cérémonie d'ouverture des Jeux olympiques de Paris, entourée d'autres stars internationales du sport mises à l'honneur.

## Palmarès

### Jeux olympiques
| Épreuve/Année       | Montréal 1976 | Moscou 1980 |
| ------------------- | ------------- | ----------- |
| Par équipes         | - 2e          | 2e          |
| Concours général    | 1er           | 2e          |
| Exercices au sol    | 3e            | 1er         |
| Saut de cheval      | 4e            | 5e          |
| Barres asymétriques | 1er           | -           |
| Poutre              | 1er           | 1er         |

### Championnats du monde
| Épreuve/Année       | Strasbourg 1978 | Fort Worth 1979 |
| ------------------- | --------------- | --------------- |
| Par équipes         | 2e              | 1er             |
| Concours général    | -               | -               |
| Exercices au sol    | -               | -               |
| Saut de cheval      | 2e              | -               |
| Barres asymétriques | -               | -               |
| Poutre              | 1er             | -               |

### Championnats d'Europe
| Épreuve/Année       | Skien 1975 | Prague 1977 | Copenhague 1979 |
| ------------------- | ---------- | ----------- | --------------- |
| Concours général    | 1er        | 1er         | 1er             |
| Exercices au sol    | 2e         | -           | 1er             |
| Saut de cheval      | 1er        | 2e          | 1er             |
| Barres asymétriques | 1er        | 1er         | -               |
| Poutre              | 1er        | -           | 3e              |

### Autres
- American Cup 1976 :
  -  1re au concours général

## Distinctions
- En 1976, l'Académie des sports lui attribue son Grand Prix.
- En 1976 également, elle reçoit en Roumanie le titre de Héros du travail socialiste[7]
- Elle a été élue « Gymnaste du siècle » à Vienne en 1999[42].
- Selon le magazine français L'Équipe magazine, elle est la huitième sportive mondiale du XXe siècle et la première femme de ce classement ; elle est aussi meilleure gymnaste du siècle, hommes et femmes confondus[43][Quand ?].
- Un jury composé de quinze membres et présidé par Juan Antonio Samaranch la classe « Meilleure athlète féminine du siècle »[43].
- Elle a été décorée de l'Ordre olympique, plus haute récompense décernée par le Comité international olympique, en 1984 et 2004. Elle est la seule personne à avoir reçu deux fois cet honneur, et en fut aussi le plus jeune lauréat.

## Publication
- (en) Nadia Comăneci, Letters to a young gymnast, New York, Basic Books, 2004, 192 p. (ISBN 0-465-01276-0).

## Dans l'art et la culture
- Nadia (1984), téléfilm réalisé par Alan Cooke, est adapté de l'histoire vraie de Nadia Comăneci.
- La Petite Communiste qui ne souriait jamais (2014) est un roman de Lola Lafon librement adapté de la biographie de Nadia Comăneci.
- Sur l'album Solo Piano III (2018) de Chilly Gonzales, le titre intitulé Kopfkino est dédié à Nadia Comăneci.
- Peut-être Nadia (2020) est une pièce de théâtre écrite par Pascal Reverte, inspirée de l'histoire vraie de Nadia Comăneci[44].